# 森特納里烏 (托坎廷斯州)
08°57′03″S 47°20′09″W / 8.95083°S 47.33583°W
森特納里烏（葡萄牙語：Centenário），是巴西中部的城鎮，由托坎廷斯州負責管轄，面積1,955平方公里，2010年人口2,565，該城鎮人口密度為每平方公里1.31人。